# Léon Marchand
Léon Marchand (* 17. května 2002 Toulouse) je francouzský plavec specializující se na disciplíny polohový závod, prsa a motýlek. Je synem plavců Xaviera Marchanda a Céline Bonnetové.
Od roku 2022 drží francouzské rekordy na 200 metrů polohový závod, 200 metrů motýlek, 200 metrů znak a od roku 2019 francouzský rekord na 400 m polohový závod. Téhož roku se stal mistrem světa a evropským rekordmanem na 400 m polohový závod, mistrem světa na 200 m polohový závod a vicemistrem světa na 200 m motýlek.
Během mistrovství světa v plavání v roce 2023, které se konalo v japonské Fukuoce, si udržel své tituly v polohovém závodě na 400 m, když časem 4:02,50 překonal světový rekord Američana Michaela Phelpse a poté na 200 m polohový závod evropský rekord Maďara László Cseha časem 1:54,82. Zvítězil i na 200 m motýlek. Je prvním francouzským plavcem, který vyhrál tři individuální tituly na stejném mistrovství světa a získal celkem pět zlatých medailí.
Během letních olympijských her v Paříži v roce 2024 získal zlatou medaili v polohovém závodě na 400 metrů a vytvořil nový olympijský rekord 4:02,95, čímž překonal olympijský rekord, který dříve držel Michael Phelps. Dalšími dvěma olympijskými tituly na 200 m motýlek a 200 m prsa, které získal ve stejný den s odstupem necelých dvou hodin, potvrdil na olympijských hrách bezprecedentní výkon. Získal čtvrtý individuální titul na 200 m polohový závod, což se dříve povedlo pouze Američanům Marku Spitzovi a Michaelu Phelpsovi. S francouzským týmem získal také bronzovou medaili ve štafetě mužů na 4 × 100 metrů polohově.
Během závěrečného ceremoniálu těchto her11. srpna 2024 byl pověřen přenesením olympijského ohně na Stade de France a zúčastnil se i jeho uhašení.
Nejlepším sportovcem Evropy se stal za rok 2024.